# Mauterndorf
Mauterndorf ist eine Marktgemeinde im Lungau und mit 1591 Einwohnern (Stand 1. Jänner 2025) die viertgrößte Gemeinde des Gebietes.

## Geografie
Mauterndorf liegt im Tal der Südlichen Taurach. Wo diese das Gemeindegebiet nach Osten verlässt, liegt mit 1090 Meter über dem Meer der tiefste Punkt. Im Westen steigt das Land im Großen Lanschütz auf 2347 Meter an.
Die Gemeinde hat eine Fläche von 32,71 Quadratkilometer. Davon sind 24 Prozent landwirtschaftliche Nutzfläche, 53 Prozent sind bewaldet und 15 Prozent entfallen auf Almen.

### Gemeindegliederung
Das Gemeindegebiet umfasst folgende vier Ortschaften, die zugleich die Katastralgemeinden bilden (in Klammern Einwohnerzahl Stand 1. Jänner 2025):
- Faningberg (65)
- Mauterndorf (mit den Ortsteilen St. Gertrauden und Hammer) (1224)
- Neuseß (mit den Ortsteilen Begöriach und Moos) (114)
- Steindorf (188)

Bis Ende Jänner 1962 gehörte die Gemeinde zum Gerichtsbezirk Sankt Michael im Lungau, seit dem 1. Februar 1962 ist sie Teil des Gerichtsbezirks Tamsweg.

### Nachbargemeinden
| Tweng                   | Weißpriach                                  |            |
|                         | Kompassrose, die auf Nachbargemeinden zeigt | Mariapfarr |
| Sankt Michael im Lungau | Sankt Margarethen im Lungau                 | Unternberg |

## Geschichte

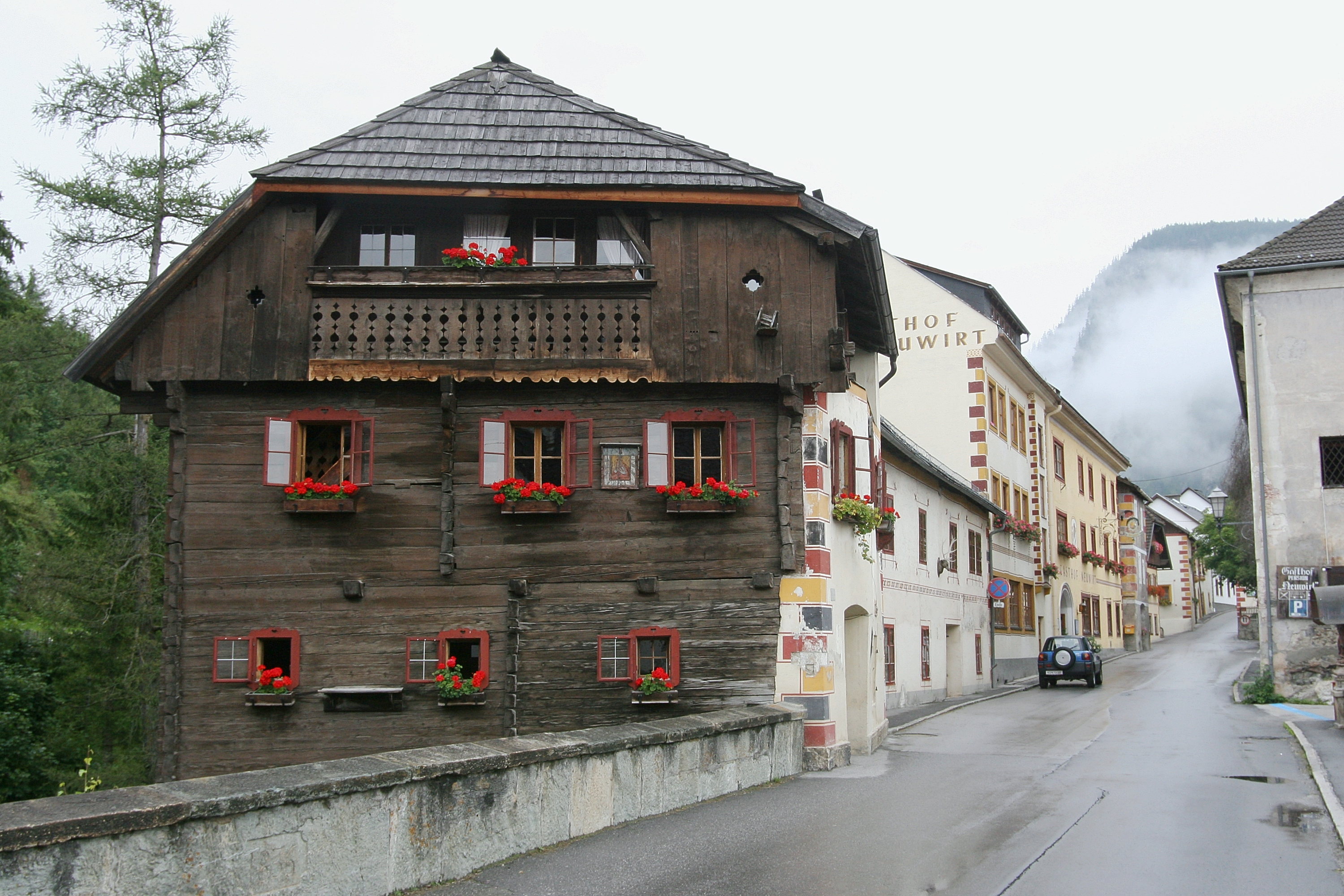
Die Brückenkeusche an der Fleischbrücke in Mauterndorf

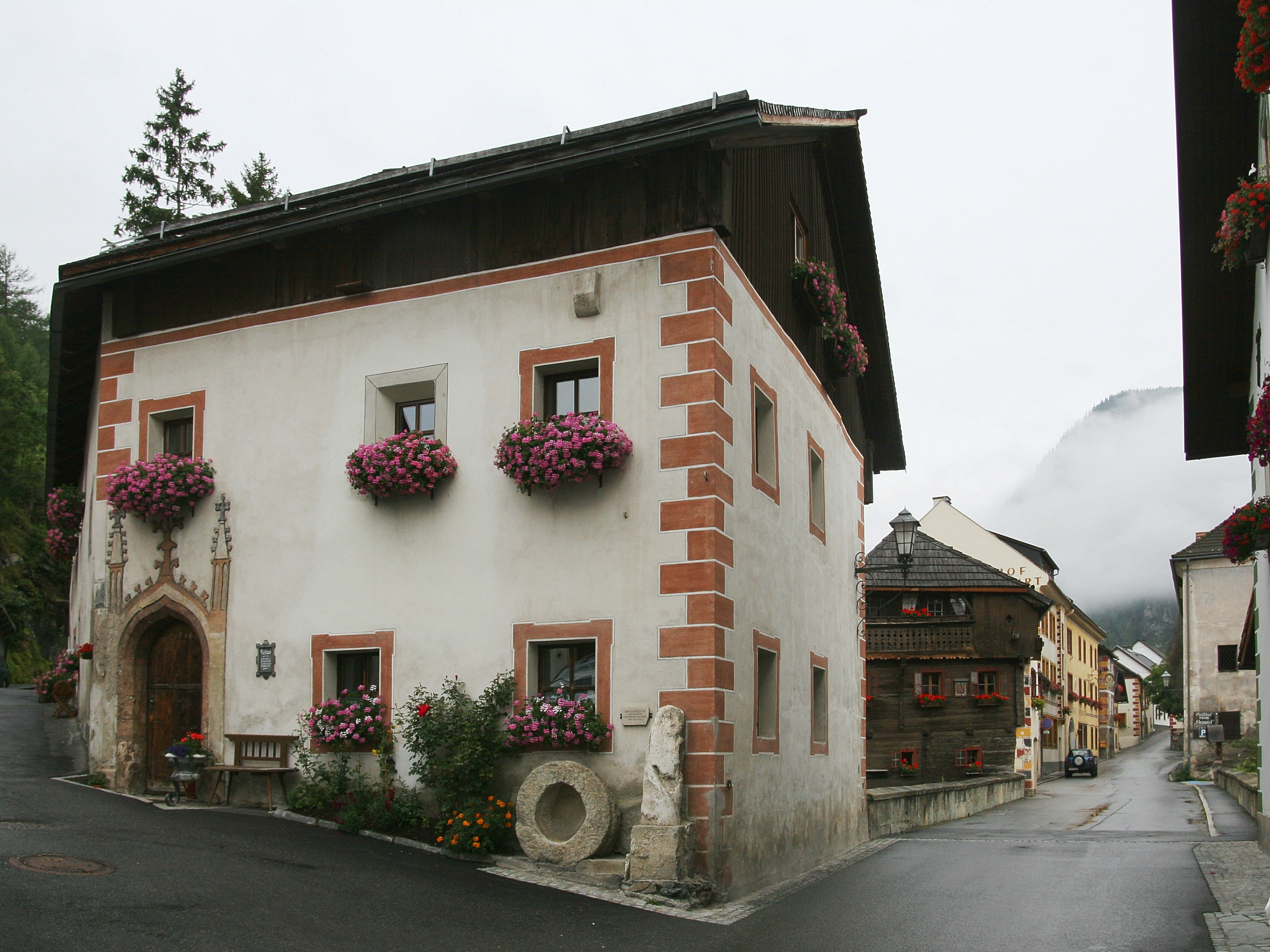
Das „Putzhaus“ mit einem römischen Meilenstein an der Ecke

Zur Zeit des Römischen Reiches verlief eine wichtige Römerstraße durch Mauterndorf über den Radstädter Tauern. Heute sind im Ort Römersteine aus dieser Zeit zu sehen. Etwa an der Stelle, an der heute die Burg steht, existierte schon damals ein römisches Kastell.
1002 schenkte König Heinrich II. dem Salzburger Erzbischof Hartwig einen Landbesitz, der von Neuseß bis zum Tauernpass reichte. In dieser Schenkung inbegriffen war auch das Recht eine Maut zu erheben. Dies machte Mauterndorf zur ältesten Zollstätte in den Ostalpen. Der Ortsname Mauterndorf wurde allerdings erst 1144 als Mutesdorf in Lungowi erstmals erwähnt. Nach dem Tod Hartwigs fiel Mauterndorf 1023, wie in einer Schenkungsurkunde verfügt, an das Salzburger Domkapitel und wurde 1217 von König Friedrich II. zum Markt erhoben. Der Ort war im Mittelalter der wichtigste Handelsplatz des Lungaus.
1253 erhielt das Domkapitel von Papst Innozenz IV. das Privileg auf eigenem Grund und Boden Befestigungen zu errichten. Da Mauterndorf der einzige größere, weitgehend zusammenhängende Besitz des Domkapitels war, resultierte daraus sicher auch der Burgbau. Da das Domkapitel allerdings in dieser Zeit in gröberen finanziellen und politischen Schwierigkeiten steckte, kann ein Baubeginn 1253 ausgeschlossen werden. Sicher ist, dass zur ersten Anlage der Burg der Bergfried, die innere Ringmauer und der Pallas zählten, diese allerdings bis 1280 sicher noch nicht bewohn- und nutzbar waren. Die feierliche Weihe der Burgkapelle erfolgte jedenfalls am 27. Juli 1339.
In Mauterndorf fanden 1291/92 Gespräche mit dem Bischof von Salzburg über die Unterstützung des Landsberger Bundes statt, eines Aufstandes steirischer Adeliger gegen Herzog Albrecht I. Im 15. Jahrhundert wurde die Burganlage von Erzbischof Leonhard von Keutschach und Dompropst Burkhard von Weißpriach erweitert. Sie diente dem Domkapitel als Administrationszentrum. 1796 floh das Domkapitel vor den anrückenden Truppen Napoleons nach Mauterndorf, das so für einige Tage dessen Sitz und damit Landeshauptort war.
1806 wurde die Burg zur Staatsverwaltung eingezogen, ab 1836 befand sie sich dann im Privatbesitz.
1813 wurde Mauterndorf eine eigenständige Pfarre, 1849 begann durch das kaiserliche provisorische Gemeindegesetz die Selbstverwaltung der Gemeinde und die Einsetzung des ersten Bürgermeisters.
Im Jahr 1894 eröffnete der Endbahnhof Mauterndorf der Murtalbahn. Im selben Jahr erwarb Hermann von Epenstein, ein reicher Militärarzt aus Berlin die Burg und rettete sie vor dem Verfall. Seine Renovierungsarbeiten waren 1904 abgeschlossen.
Nach dem Tod Epensteins vermachte seine Witwe Lily Epenstein den Besitz testamentarisch dem Sohn der befreundeten Diplomatenfamilie Göring, Hermann Göring, einem späteren NS-Kriegsverbrecher, der auch Taufkind Epensteins war. Nach dem Tod Lily Epensteins 1939 trat Göring das Erbe nie an und er wurde auch nicht im Grundbuch eingetragen. Trotzdem kam es nach Kriegsende zu erheblichen Rechtsstreitigkeiten.
Göring hatte in jungen Jahren oft bei seinem Patenonkel im so genannten Schlossmaierhaus unterhalb der Burg gewohnt, denn ab 1898 war die Familie Göring regelmäßig zur Sommerfrische in Mauterndorf. Als Erwachsener war Hermann Göring nur mehr selten in Mauterndorf.
Eine Werbetournee zum „Anschluss“ Österreichs brachte Göring am 31. März 1938 nach Mauterndorf, wo ihm 8000 Lungauer einen begeisterten Empfang bereiteten. Bereits im Vorfeld berichteten die Salzburger Zeitungen, unter anderem die Tauernpost, ausführlich über die Ahnenreihe und die Mauterndorfer Berührungspunkte Görings, eine angeblich erfolgte Ernennung zum Ehrenbürger am 15. März 1938 fand keinerlei Erwähnung.
Zu Kriegsende 1945 wollte Göring nach Mauterndorf fliehen, aufgrund der Entwicklung der Frontverläufe kam es aber nicht mehr dazu.
1968 erwarb das Land Salzburg die Burg und renovierte sie von 1979 bis 1982 mit einem Kapital von 20 Millionen Schilling (ca. 1,5 Millionen Euro).
1997 sorgte der Amoklauf von Mauterndorf für Aufsehen.

### Ehrenbürgerschaft von Hermann Göring
Ab den 1960er Jahren beschäftigte eine möglicherweise bestehende Ehrenbürgerschaft des NS-Verbrechers Hermann Göring die Öffentlichkeit. Anlass war ein 1967 anlässlich 750 Jahre Markterhebung von der Gemeinde Mauterndorf herausgegebenes Heimatbuch des Kärntner Volksschuldirektors, Publizisten und Volksschriftstellers Matthias Maierbrugger (1913–1991). Darin listete der Verfasser den 1946 als Kriegsverbrecher zum Tode verurteilten Hermann Göring auf, der wegen der Finanzierung des Baus der Wasserleitung von Mauterndorf zum Ehrenbürger ernannt worden sei. Die Überprüfung dieser Behauptung erwies sich als schwierig, da im Gemeindearchiv keine Protokolle aus dieser Zeit vorlagen und auch in den zeitgenössischen Beiträgen der Tauern-Post jeder Hinweis auf eine Ehrenbürgerschaftsverleihung an Göring durch die Gemeinde Mauterndorf fehlt – dies ganz im Gegensatz zu Tamsweg. Auch in Zeitungsbeiträgen über den Wasserleitungsbau wird Göring mit keinem Wort erwähnt.
Kurz vor der Veröffentlichung der neuen Ortschronik von Mauterndorf Mauterndorf – Der königliche Markt (2017) wurde ein Protokoll der NSDAP-Ortsgruppe Mauterndorf vom 17. März 1938 publik, das den Beschluss einer Ehrenbürgerschaftsverleihung durch diese Ortsgruppe am 15. März festhält. Der Auftrag für die Erstellung der Ehrenbürgerschaftsurkunde erging offenbar an den Künstler Lucas Suppin. Diese wurde allerdings nicht fertiggestellt. Der Entwurf ist erhalten. Ob eine offizielle Verleihung jemals stattfand, erscheint aus heutiger Sicht unklar.
Diese mögliche Ehrenbürgerschaft wurde Göring bis heute nicht offiziell aberkannt. Der damalige Bürgermeister von Mauterndorf Wolfgang Eder hielt 2007 eine Aberkennung nicht für sinnvoll, denn mit Görings Tod sei die Ehrenbürgerschaft ohnehin erloschen. Ein Rechtsgutachten schließt sich dieser Sichtweise an, und auch eine vom alliierten Kontrollrat am 12. Oktober 1946 erlassene Direktive legt fest, dass Göring als verurteilter Verbrecher aller Ehrungen verlustig geworden sei. Ebenso sei im Hinblick auf die österreichischen Verfassungs- und Rechts-Überleitungsgesetze von 1945 das Bestehen einer rechtmäßigen Ehrenbürgerschaft Görings auszuschließen.

## Politik

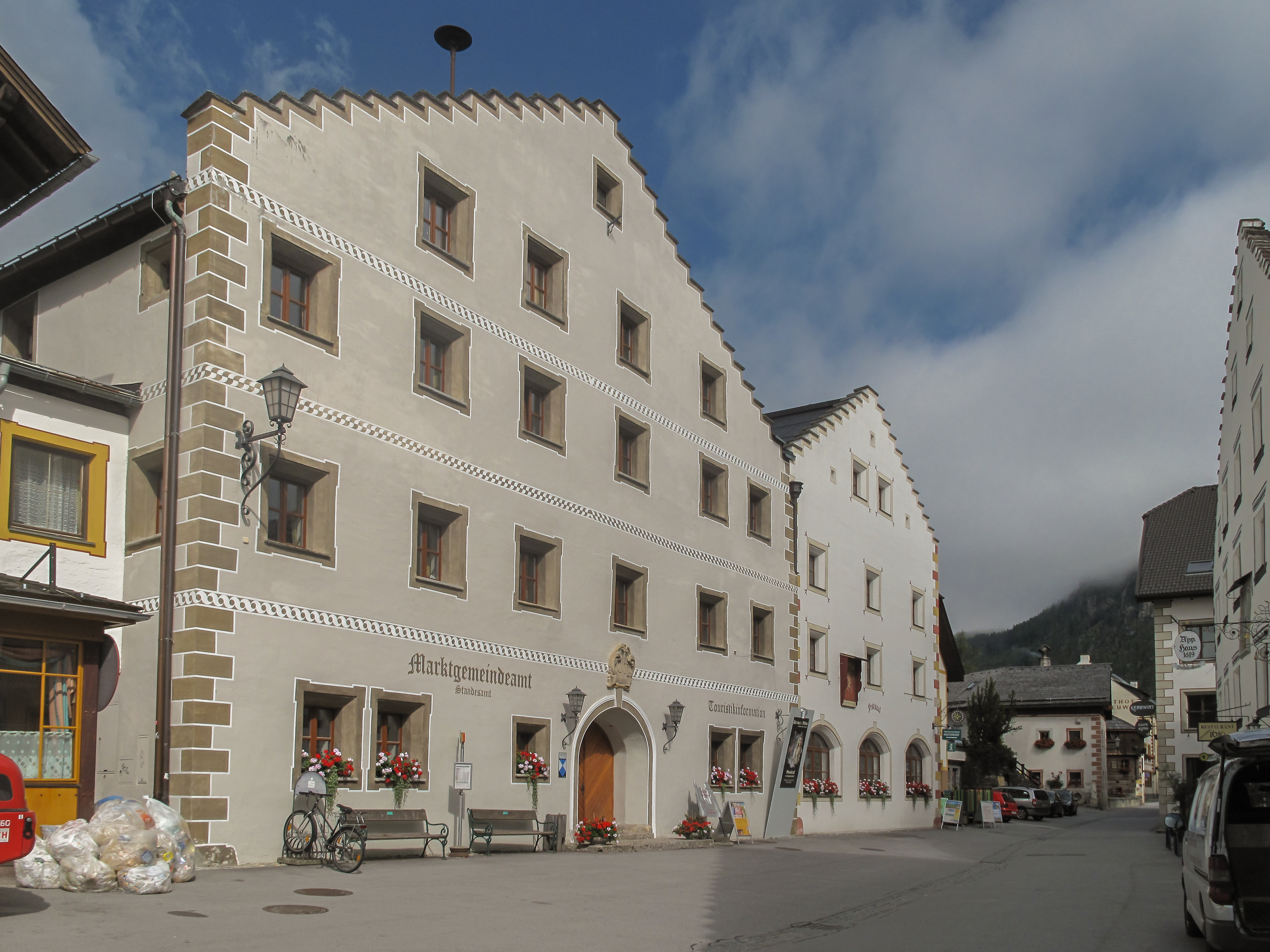
Gemeindeamt

### Gemeinderat
| Gemeinderatswahl 2024Wahlbeteiligung: 77,5 % 706050403020100 54,9 % (−10,3 %p)27,8 % (+13,3 %p)17,3 % (−3,0 %p) ÖVPFPÖSPÖ20192024 |

Die Gemeindevertretung hat insgesamt 17 Mitglieder.
- Mit den Gemeindevertretungs- und Bürgermeisterwahlen in Salzburg 2004 hatte die Gemeindevertretung folgende Verteilung: 10 ÖVP, 5 SPÖ, und 2 FPÖ.
- Mit den Gemeindevertretungs- und Bürgermeisterwahlen in Salzburg 2009 hatte die Gemeindevertretung folgende Verteilung: 11 ÖVP, 3 SPÖ, und 3 FPÖ.[15]
- Mit den Gemeindevertretungs- und Bürgermeisterwahlen in Salzburg 2014 hatte die Gemeindevertretung folgende Verteilung: 12 ÖVP, 3 FPÖ, und 2 SPÖ.[16]
- Mit den Gemeindevertretungs- und Bürgermeisterwahlen in Salzburg 2019 hatte die Gemeindevertretung folgende Verteilung: 12 ÖVP, 3 SPÖ, und 2 FPÖ.[17]
- Mit den Gemeindevertretungs- und Bürgermeisterwahlen in Salzburg 2024 hat die Gemeindevertretung folgende Verteilung: 9 ÖVP, 5 FPÖ und 3 SPÖ.[18]

### Bürgermeister
- 1849–1851 Franz Fuchs[19]
- 1851–1857 Filipp Würler
- 1857–1861 Franz Fuchs
- 1861–1864 Jakob Mayr
- 1864–1867 Franz Fuchs
- 1867–1870 Johann Wallner
- 1870–1873 Karl Daubrovsky
- 1873–1876 Andrä Poschacher
- 1876–1879 Jakob Mayr
- 1879–1882 Konrad Müller
- 1882–1885 Johann Rexeisen
- 1885–1897 Isidor Gugg (CS)
- 1897–1900 Johann Waßnigg
- 1900–1919 Isidor Gugg
- 1919–1921 Josef Lettmayer
- 1922–1925 Isidor Gugg
- 1925–1938 Matthias Trattler (CS)
- 1938–1942 Hugo Kurz (NSDAP)
- 1942 Johann Gfrerer
- 1942–1945 Adolf Dengg (NSDAP)
- 1945 Michael Hohensinn (ÖVP)
- 1945–1954 Matthias Trattler (ÖVP)
- 1954–1982 Franz Fingerlos (ÖVP)[20]
- 1982–1991 Peter Bliem (ÖVP)[21]
- 1991–2018 Wolfgang Eder (ÖVP)[22]
- seit 2018 Herbert Eßl (ÖVP)[23]

### Wappen
Das Wappen der Gemeinde ist: In einem gespaltenen Schild vorne in Schwarz ein silberner gestürzter, geschmiedeter Nagel, (der an die Zeit erinnert wo im Lungau noch Eisenerz abgebaut wurde) und hinten in Rot ein silbernes Tatzen-Kreuz mit größerem Längsbalken (das an die Zeit des Salzburger Domkapitels erinnert).

### Gemeindepartnerschaften
Die Partnerschaftsgemeinde von Mauterndorf ist Cadolzburg in Bayern.

## Kultur und Sehenswürdigkeiten

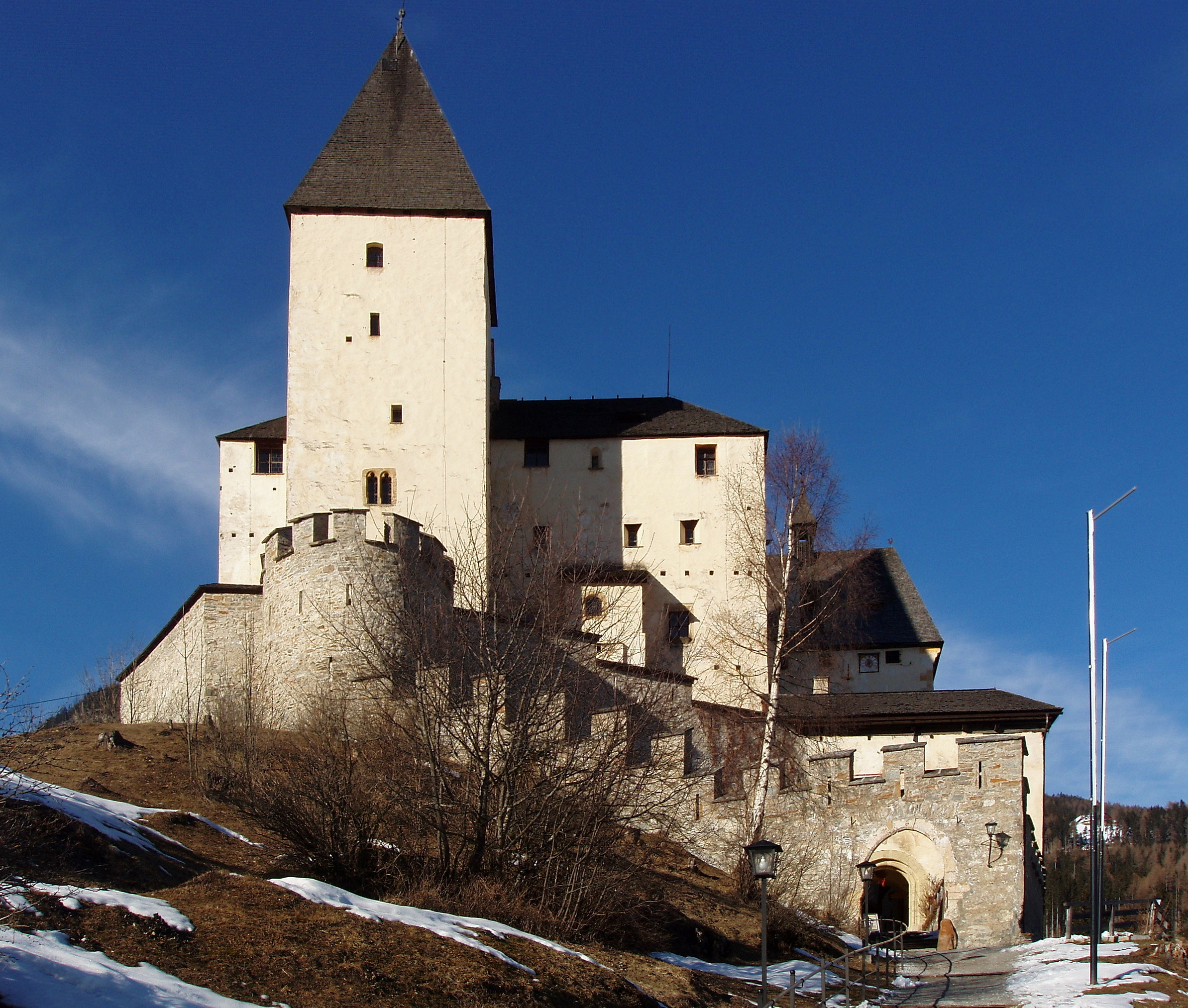
Burg Mauterndorf

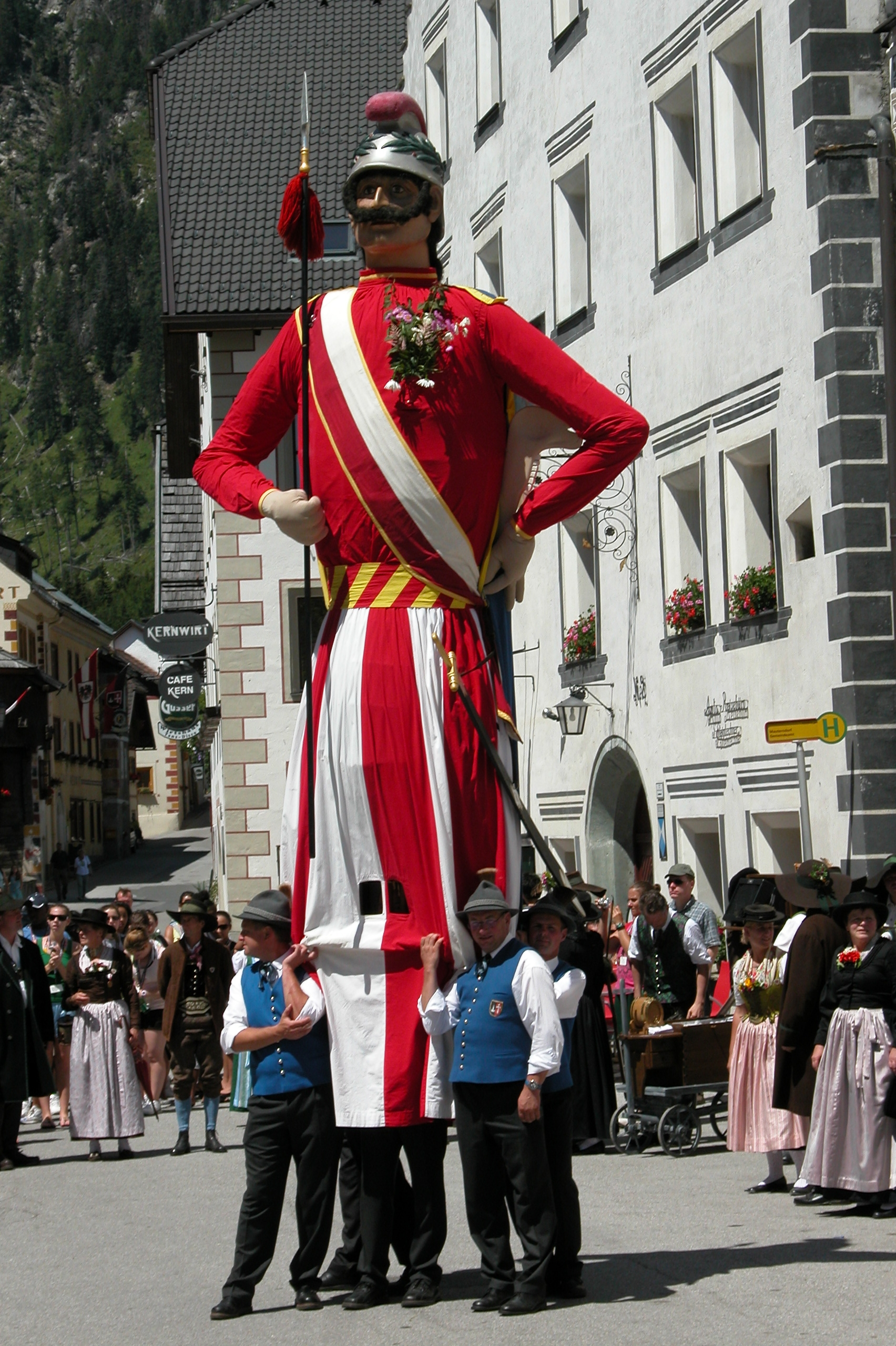
Samsonumzug in Mauterndorf

- Burg Mauterndorf: Die Burg sicherte ab 1253 den unter Erzbischof Leonhard von Keutschach auf einer alten Römerstraße erneuerten wichtigen Übergang über den Radstädter Tauern. Die Burg diente seit dem späten 14. Jahrhundert auch als Mautstelle. Heute befindet sich das Lungauer Landschaftsmuseum dort.
- Treppengiebelhäuser: Die Treppengiebelhäuser im Zentrum von Mauterndorf stehen unter Denkmalschutz. Ursprünglich gab es fünf Treppengiebelhäuser: Eines davon brannte ab und wurde normal wiederaufgebaut, sodass es jetzt nur noch vier sind.
- Katholische Pfarrkirche Mauterndorf hl. Bartholomäus
- Filialkirche St. Gertrauden
- Filialkirche St. Wolfgang
- Taurachbahn: Die Bahn ist eine Museumsbahn, die während der Sommersaison in Betrieb ist.
- Römertempel: In Steindorf wurde unter dem Garten eines Bauernhauses ein alter Römertempel entdeckt. Ausgrabungen davon sind noch vor dem Bauernhaus zu sehen.

### Sonstige Kunstwerke
- Samson: Der Samsonfigur ist eine Riesenfigur, die nach altem Brauch im Lungau bei Umzügen getragen wird. Diese Samsonumzüge finden viermal im Jahr in Mauterndorf statt. Der Samson und seine beiden begleitenden Zwerge rücken auch bei besonderen Festen und Samsontreffen während der Sommermonate aus. Der Samson wird von einem Mann auf seinen Schultern getragen. Nach dem Tanz wird er von vier Männern unterstützt. Außerdem begleiten den Samson noch zwei Marketenderinnen und ein Samsonvater.

### Natur
- Gletschermühlen: In der letzten Eiszeit sind im Ortsteil Hammer (in der Nähe des Schizentrums) drei Gletschertöpfe entstanden, die heute noch gut erhalten sind.

### Regelmäßige Veranstaltungen
- Mittelalterfest: Jährlich findet im Sommer das Mittelalterfest statt, bei dem der Marktkern durch die Einwohner zu einem mittelalterlichen Erlebnis verwandelt wird.[24]
- Bartholomä-Kirtag und Rösslmarkt: Jedes Jahr zur Bartholomä findet der traditionelle Kirtag und Rösslmarkt statt.

## Wirtschaft und Infrastruktur
Haupteinkommensquelle ist der Fremdenverkehr mit jährlich 245.000 Übernachtungen. Besondere touristische Höhepunkte sind im Sommer das Mittelalterfest, die berühmten Samsonumzüge und im Winter das Familienskigebiet Grosseck-Speiereck.

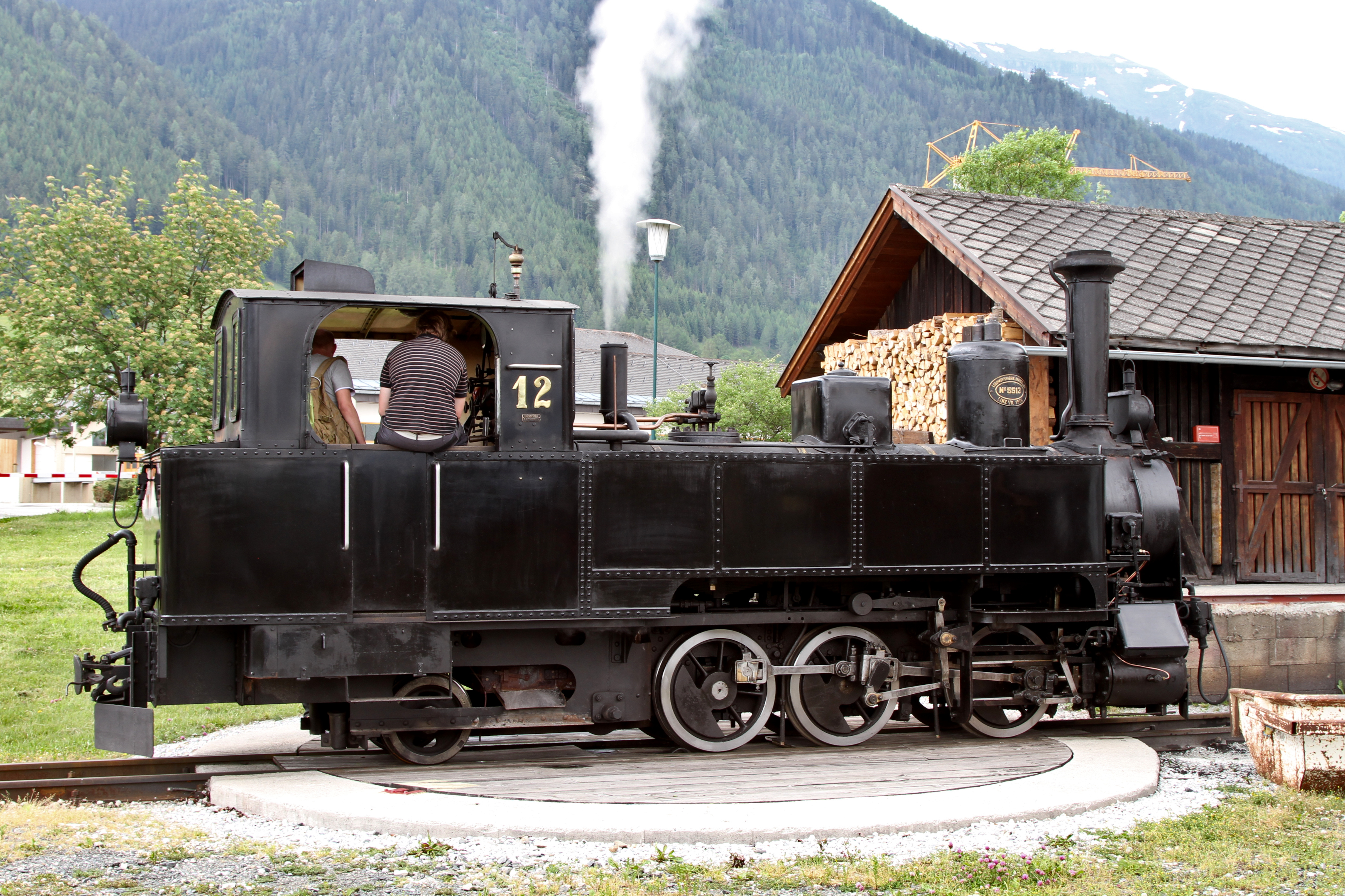
Dampflok SKGLB 12 auf der Drehscheibe in Mauterndorf.

### Verkehr
- Straße: Mauterndorf liegt an der Katschberg Straße B 99 vom Radstädter Tauernpass nach St. Michael im Lungau (Anbindung an die Tauernautobahn A 10) und weiter zum Katschberg, von der hier die Turracher Straße (B 95) nach Tamsweg abzweigt.
- Bahn: Mauterndorf war ursprünglich der Endpunkt der 1894 errichteten Murtalbahn. Der Streckenabschnitt ab Tamsweg wurde eingestellt und als Museumsbahn reaktiviert.
- Flugplatz Mauterndorf: Mit 1.110 Metern ist er der höchstgelegene Segelflugplatz Österreichs und beliebter Ausgangspunkt für Strecken-Segelflüge. Die Kennung ist LOSM, die offiziellen Koordinaten sind 47° 08′ N, 013° 42′ O, eine Seilwinde ist vorhanden.

### Bildung
Die Gemeinde verfügt über einen Kindergarten und eine Volksschule.

### Öffentliche Einrichtungen
- In Mauterndorf sind die Straßenmeisterei Lungau, ein Verteilungszentrum der Post AG und eine Polizeiinspektion stationiert.

## Persönlichkeiten
Söhne und Töchter der Gemeinde
- Herbert Dreilich (1942–2004), Rockmusiker, Leadsänger von Karat
- Ursula Fingerlos (* 1976), Snowboarderin